# Июньский переворот (Болгария)
Июньский переворот 9 июня 1923 года (болг. Деветоюнски преврат) — государственный переворот в Царстве Болгария, совершённый в ночь с 8 на 9 июня 1923 года армейскими частями под руководством Военного союза, в результате которого было свергнуто правительство Болгарии (Болгарский земледельческий народный союз во главе с Александром Стамболийским). В подготовке переворота принимало участие и Народное собрание, впоследствии получившее поддержку большинства оппозиционных сил, за исключением второй по величине Болгарской коммунистической партии.

## Подготовка к восстанию
Уже на своем съезде в конце 1922 года Военный союз решил свергнуть правительство Стамболийского путем переворота. В январе появились слухи, что о планах узнало правительство. В апреле 1923 года на досрочных парламентских выборах победил Аграрный союз, получив 52 % голосов и 212 из 245 мест в парламенте. В то же время партия все больше впадала в политическую изоляцию, противостоя партиям Конституционного блока, многие лидеры которого находились в тюрьмах, Болгарской коммунистической партии, которая видела в правительстве своего главного врага и называла его «фашистским», Военному союзу, официально запрещённому, но объединявшему многих активных офицеров и офицеров запаса, и Внутренней македонской революционной организации (ВМРО).
После формирования нового парламента в мае Военный союз активизировал свои организации и провёл встречи офицеров в различных гарнизонах в рамках подготовки к военному перевороту, информация о котором просочилась в прессу. Были налажены контакты с ВМРО (секретарь Военного союза Никола Рачев встретился с Тодором Александровым). Дата переворота была назначена на 25 мая, были подготовлены подробные планы операции с распределением целей и задач отдельных частей. Царь Борис III осудил эти действия.

## Переворот
Переворот был совершен по предварительным планам — действия в Софии начались в 3 часа ночи 9 июня, а через полчаса, после телеграфного подтверждения, начали действовать организации в гарнизонах губерний. Ответственность за действия в Софии взяли на себя Велизар Лазаров и Дамян Велчев — они, как и многие другие офицеры запаса, взяли на себя командование воинскими частями. Лазаров был объявлен начальником Софийского гарнизона и руководил разоружением полиции и Оранжевой гвардии в столице.
В результате переворота было свергнуто правительство Александра Стамболийского и сформировано новое — во главе с Александром Цанковым, включающее представителей всех оппозиционных партий, кроме коммунистов. Министры встретились накануне в 10 часов в доме Ивана Русева. Здесь в половине пятого ночи Лазаров и Велчев доложили им об успехе переворота. Царь Борис III, дождавшись подтверждения от гарнизонов страны и реакции иностранных посольств, своим указом в полдень 9 июня утвердил новое правительство.
Активно участвовали в перевороте и автономисты из ВМРО. Активисты ВМРО убили Райко Даскалова и некоторых других лидеров Болгарского земледельческого народного союза.

## Попытки сопротивления
Кое-где имели место попытки сопротивления сельскохозяйственных активистов и отдельных групп коммунистов, добровольно примкнувших к ним, что вошло в историю как Июньское восстание. Наиболее серьёзная активность повстанцев была замечена в Плевене и Шумене. Ими был занят почти весь Плевен, однако восстание не имело организованного характера и единого руководства, что помогло подавить его правительственным гарнизонам.
Руководство Болгарской коммунистической партии отказалось вмешиваться в защиту свергнутого аграрного правительства, заняв «позицию нейтралитета».
В Славовице, где находился Стамболийский, собралось около 3000 плохо вооружённых односельчан из окрестных деревень, и под его руководством 10 июня дислоцировалось в окрестностях Пазарджика, откуда они были вытеснены армией. После этого Александр Стамболийский отправился в село Голак, где был схвачен местными властями 14 июня, передан пазарджикскому воеводе Славейко Васильеву и доставлен в город. По приказу новой власти он был казнён группой МВРО во главе с Величко Веляновым.
Однако под давлением Коминтерна Болгарская коммунистическая партия окончательно взяла курс на вооружённое восстание, которое было запланировано на сентябрь 1923 года (Сентябрьское восстание).